# Open Rouen Métropole 2024 - Qualificazioni singolare
Le qualificazioni del singolare del Open Rouen Métropole 2024 sono un torneo di tennis preliminare per accedere alla fase finale della manifestazione disputate il 13 e 14 aprile 2024. Le vincitrici dell'ultimo turno sono entrati di diritto nel tabellone principale. In caso di ritiro di una o più giocatrici aventi diritto a questi sono subentrati i Lucky loser, ossia i giocatori che hanno perso nell'ultimo turno ma che avevano una classifica più alta rispetto agli altri partecipanti che avevano comunque perso nel turno finale.

## Teste di serie
1. Elizabeth Mandlik (ultimo turno)
2. Fiona Ferro (qualificata)
3. Jessika Ponchet (ultimo turno)
4. Irina Bara (ultimo turno)
5. Elena-Gabriela Ruse (qualificata)
6. Ekaterina Makarova (primo turno)

1. Tímea Babos (ultimo turno)
2. Tereza Martincová (primo turno)
3. Polina Kudermetova (qualificata)
4. Robin Montgomery (qualificata)
5. Katarina Zavac'ka (qualificata)
6. Natalija Stevanović (qualificata)

### Qualificate
1. Katarina Zavac'ka
2. Fiona Ferro
3. Robin Montgomery

1. Polina Kudermetova
2. Elena-Gabriela Ruse
3. Natalija Stevanović

## Tabellone

### Legenda
| - Q = Qualificato - WC = Wild card - LL = Lucky loser | - ALT = Alternate - SE = Special Exempt - PR = Protected Ranking | - w/o = Walkover - r = Ritirato - d = Squalificato |

### Sezione 1
|  | Primo turno | Primo turno        | Primo turno | Primo turno | Primo turno |  |  | Ultimo turno | Ultimo turno      | Ultimo turno      | Ultimo turno | Ultimo turno |  |
|  |             |                    |             |             |             |  |  |              |                   |                   |              |              |  |
|  | 1           | Elizabeth Mandlik  | 3           | 6           | 6           |  |  |              |                   |                   |              |              |  |
|  | WC          | Émeline Dartron    | 6           | 0           | 4           |  |  | 1            | Elizabeth Mandlik | Elizabeth Mandlik | 2            | 65           |  |
|  |             | Séléna Janicijevic | 6           | 0           | 3           |  |  | 11           | Katarina Zavac'ka | Katarina Zavac'ka | 6            | 7            |  |
|  | 11          | Katarina Zavac'ka  | 2           | 6           | 6           |  |  |              |                   |                   |              |              |  |

### Sezione 2
|  | Primo turno | Primo turno     | Primo turno     | Primo turno | Primo turno |  |  | Ultimo turno | Ultimo turno | Ultimo turno | Ultimo turno | Ultimo turno |  |
|  |             |                 |                 |             |             |  |  |              |              |              |              |              |  |
|  | 2           | Fiona Ferro     | Fiona Ferro     | 6           | 6           |  |  |              |              |              |              |              |  |
|  | WC          | Manon Léonard   | Manon Léonard   | 4           | 0           |  |  | 2            | Fiona Ferro  | Fiona Ferro  | 6            | 6            |  |
|  | WC          | Margaux Rouvroy | Margaux Rouvroy | 4           | 5           |  |  | 7            | Tímea Babos  | Tímea Babos  | 4            | 1            |  |
|  | 7           | Tímea Babos     | Tímea Babos     | 6           | 7           |  |  |              |              |              |              |              |  |

### Sezione 3
|  | Primo turno | Primo turno        | Primo turno        | Primo turno | Primo turno |  |  | Ultimo turno | Ultimo turno     | Ultimo turno     | Ultimo turno | Ultimo turno |  |
|  |             |                    |                    |             |             |  |  |              |                  |                  |              |              |  |
|  | 3           | Jessika Ponchet    | Jessika Ponchet    | 6           | 6           |  |  |              |                  |                  |              |              |  |
|  |             | Harmony Tan        | Harmony Tan        | 1           | 4           |  |  | 3            | Jessika Ponchet  | Jessika Ponchet  | 4            | 5            |  |
|  |             | Valerija Strachova | Valerija Strachova | 1           | 1           |  |  | 10           | Robin Montgomery | Robin Montgomery | 6            | 7            |  |
|  | 10          | Robin Montgomery   | Robin Montgomery   | 6           | 6           |  |  |              |                  |                  |              |              |  |

### Sezione 4
|  | Primo turno | Primo turno        | Primo turno     | Primo turno | Primo turno |  |  | Ultimo turno | Ultimo turno       | Ultimo turno       | Ultimo turno | Ultimo turno |  |
|  |             |                    |                 |             |             |  |  |              |                    |                    |              |              |  |
|  | 4           | Irina Bara         | Irina Bara      | 6           | 7           |  |  |              |                    |                    |              |              |  |
|  |             | Jana Kolodjnska    | Jana Kolodjnska | 3           | 5           |  |  | 4            | Irina Bara         | Irina Bara         | 3            | 4            |  |
|  |             | Dalila Jakupović   | 63              | 6           | 0           |  |  | 9            | Polina Kudermetova | Polina Kudermetova | 6            | 6            |  |
|  | 9           | Polina Kudermetova | 7               | 2           | 6           |  |  |              |                    |                    |              |              |  |

### Sezione 5
|  | Primo turno | Primo turno         | Primo turno         | Primo turno | Primo turno |  |  | Ultimo turno | Ultimo turno        | Ultimo turno        | Ultimo turno | Ultimo turno |  |
|  |             |                     |                     |             |             |  |  |              |                     |                     |              |              |  |
|  | 5           | Elena-Gabriela Ruse | Elena-Gabriela Ruse | 7           | 6           |  |  |              |                     |                     |              |              |  |
|  |             | Nuria Brancaccio    | Nuria Brancaccio    | 65          | 4           |  |  | 5            | Elena-Gabriela Ruse | Elena-Gabriela Ruse | 6            | 6            |  |
|  |             | Martyna Kubka       | 7                   | 64          | 6           |  |  |              | Martyna Kubka       | Martyna Kubka       | 4            | 0            |  |
|  | 8           | Tereza Martincová   | 6                   | 7           | 1           |  |  |              |                     |                     |              |              |  |

### Sezione 6
|  | Primo turno | Primo turno         | Primo turno         | Primo turno | Primo turno |  |  | Ultimo turno | Ultimo turno        | Ultimo turno        | Ultimo turno | Ultimo turno |  |
|  |             |                     |                     |             |             |  |  |              |                     |                     |              |              |  |
|  | 6           | Ekaterina Makarova  | 6                   | 0           | 1           |  |  |              |                     |                     |              |              |  |
|  | WC          | Tiphanie Lemaître   | 1                   | 6           | 6           |  |  | WC           | Tiphanie Lemaître   | Tiphanie Lemaître   | 3            | 3            |  |
|  |             | Irina Fetecău       | Irina Fetecău       | 1           | 2           |  |  | 12           | Natalija Stevanović | Natalija Stevanović | 6            | 6            |  |
|  | 12          | Natalija Stevanović | Natalija Stevanović | 6           | 6           |  |  |              |                     |                     |              |              |  |